# Воган, Кейт
Кейт Воган (англ. Kate Vaughan, настоящее имя Кэтрин Элис Кэнделин, англ. Catherine Alice Candelin, 1852, Лондон — 21 февраля 1903, Йоханнесбург) — британская танцовщица

 и актриса

. Наиболее известна исполнением и совершенствованием «танца юбки».

## Биография
Кэтрин Элис Кэнделин родилась в Лондоне. В юном возрасте она выступала на сценах Вест-Энда, где её отец работал в музыкальном оркестре. Её имя связывают с развитием танца юбки, с которым она выступала с 1873 г. в «Орфее в аду». Этот танец был менее откровенным вариантом канкана, и танцовщицы были одеты в длинные юбки. Она выступала как Сьюзи Воган в «Сёстрах Воган».
С 1876 году в течение 7 лет она работала в Gaiety Theatre Джона Холлингсхеда в жанре викторианский бурлеск, присоединившись к компании, в которой работали прославленные артисты того времени Нелли Фаррен, Эдвард О’Коннор Терри и E. W. Royce.
В июне 1884 г. она вышла замуж за полковника Фредерика Артура Уэллесли, сына Генри Уэллесли, став тем самым его второй женой. После небольшого перерыва в выступлениях она вернулась на сцену летом 1885 г. На пике своей карьеры она зарабатывала 72 фунта в неделю — значительную по тем временам сумму.
Она перестала танцевать тогда, когда танец юбки стал весьма распространённым и входил в репертуар чуть ли не каждой молодой леди. Тогда она открыла себя в качестве комедийной актрисы. С 1886 г. она играла в Лондонских сезонах в новых постановках классических английских комедий, включавших в себя She Stoops to Conquer, The Rivals. В 1889 г. она уже была хорошо известна как актриса классической комедии.
Кейт Воган оставила мужа в 1892 г., а в 1897 г. брак был расторгнут. Детей в этом браке не было. В 1896 г. её здоровье начало ухудшаться, и по совету врачей она посетила в этом году Австралию.
В 1903 г. во время неудачного тура Кейт умерла в Йоханнесбурге и была похоронена на кладбище Браамфонтейн.